# Hilara regnealai
Hilara regnealai är en tvåvingeart som beskrevs av Parvu 1991. Hilara regnealai ingår i släktet Hilara och familjen dansflugor. Inga underarter finns listade i Catalogue of Life.